# Лиман (Змиёвский район)
Лима́н (укр. Лиман) — село, Лиманский сельский совет, Змиёвский район, Харьковская область.
Является административным центром Лиманского сельского совета, в который не входят другие населённые пункты.

## Географическое положение
Село Лиман находится в 15 км от Змиёва, возле озера Лиман, в 7 км от левого берега реки Северский Донец;
примыкает к пгт Слобожанское,
на территории села несколько озёр, в том числе озеро Светличное, озеро Чайка.
Вокруг села много осушенных болот, в том числе урочище Сухой Лиман, урочище Камышеватое, урочище Озеро Очереватое, урочище Горелая долина.

## История
- На территории села была неолитическая стоянка (V-IV тыс. До н.э.), поселение эпохи бронзы (I в. До н. Э.). Название, как считают исследователи, село получило от озёр Лиман и Сухой Лиман, которые были подземными заливами Донца[2].
- 1660 — дата основания[3] слободы Лиман.
- В 1683 году население составило 23 взрослых мужчины.
- В 1723 году в слободе было 1484 человека мужчин (старшин и казаков 446 и подпомощников 906).
- В XIX веке село являлось центром Лиманской волости Змиевского уезда Харьковской губернии Российской империи[4].
- Во время Великой Отечественной войны с 24 октября 1941 до 21 августа 1943 село находилось под немецкой оккупацией. Гитлеровцы расстреляли 39 жителей Лимана только за то, что те до войны были добросовестными колхозниками, уважаемыми людьми села. В плен в Германию вывезли 209 юношей и девушек.
- 21 августа 1943 года Лиман был освобождён. За отвагу правительственными наградами отмечены 350 лиманцев, 150 из них - посмертно. В честь воинов, погибших в боях за освобождение Лимана, в сельском парке был установлен памятник[5].
- После ВОВ село Новая Егоровка (Чугуевский район) вошло в состав Лимана.
- 15 января 1958 года село Лиман получило статус посёлка городского типа[6].
- Население в 1966 году составило 8000 человек.
- В январе 1989 года численность населения составляла 4424 человек[7].
- В июле 1995 года Кабинет министров Украины утвердил решение о приватизации находившихся в посёлке агропромышленной ассоциации и отделения райсельхозтехники[8].
- В 2000-х годах Лиман из-за депопуляции населения лишён статуса посёлка городского типа.
- Население по переписи 2001 года составляло 4184 человек.

## Экономика
- Молочно-товарная и птице-товарная фермы, машинно-тракторные мастерские.
- Ассоциация земледелия «Лиман».
- Теплицы.
- Турбаза «Лиман».

## Объекты социальной сферы
- Детский сад.
- Школа.
- Клуб.
- Спортивная площадка.

## Транспорт
На расстоянии в 6 км находится железнодорожная станция Занки (на линии Харьков - Красный Лиман).

## Экология
На территории населённого пункта находятся отстойники и шламовые отвалы.

## Достопримечательности
- Братская могила советских воинов.

## Религия
- Крестовоздвиженский храм .